# Issuf Sanon
Issuf Vladlen Sanon (en ucraniano Іссуф Санон, a veces escrito Yusuf Sanon, Donetsk, 30 de octubre de 1999) es un baloncestista ucraniano que pertenece a la plantilla del Śląsk Wrocław de la PLK polaca. Con 1,93 metros de estatura, juega en las posiciones de base o de escolta.

## Trayectoria deportiva

### Primeros años
Sanon nació y creció en Donetsk, Ucrania. Su padre, un nativo de Uagadugú, Burkina Faso, conoció a la madre de Issuf cuando ambos eran estudiantes eu Ucrania. Sanon comenzó a jugar al baloncesto a los siete años, siguiendo los pasos de su hermano mayor.

### Profesional
Sanon tuvo su debut como profesional con el BC Dnipro el 2 de octubre de 2016, anotando dos puntos en dos minutos de juego ante el BIPA Odessa en la Superliga de Ucrania. El resto de la temporada la pasó en el equipo filial.
La temporada siguiente alternó sus participaciones con el primer equipo y el filial, jugando en la máxima competición en 13 partidos, en los que promedió 2,4 puntos y 1,1 asistencias.
El 13 de enero de 2018 firmó contrato por cuatro temporadas con el  Petrol Olimpija de la liga eslovena. Allí acabó la temporada disputando 22 partidos, ocho de ellos como titular, promediando 6,0 puntos y 2,6 rebotes en la liga doméstica.
Fue elegido en la cuadragésimo cuarta posición del Draft de la NBA de 2018 por Washington Wizards, con los que disputó las Ligas de Verano de la NBA.
El 24 de junio de 2022 fichó por el Prometey de la Latvian-Estonian Basketball League.
El 5 de julio de 2024 firmó contrato con el equipo letón del VEF Rīga, también de la Latvian-Estonian Basketball League.
El 3 de agosto de 2025 fichó por el Śląsk Wrocław de la PLK polaca.

### Selección nacional
En septiembre de 2022 disputó con el combinado absoluto ucraniano el EuroBasket 2022, finalizando en decimosegunda posición.